# Хакишева, Хава Султановна
Хава́ Султа́новна Ха́кишева (1917—2005) — советская и российская чеченская актриса, Народная артистка Чечено-Ингушской АССР.

## Биография
Она была одной из первых актрис Чечено-Ингушского драматического театра. Делала первые шаги в своей профессии в чеченской студии при Тбилисском театре имени Шоты Руставелли. Её педагогами были Хорова и Акакий Васадзе. Со студенческой скамьи принимала участие в спектаклях театра имени Шоты Руставелли.
В 1939 году поступила в Чечено-Ингушскую студию Государственного института театрального искусства имени А. В. Луначарского. Тогда же начала заниматься в мастерской учеников Константина Сергеевича Станиславского — М. Г. Минаева и Лидии Сергеевны Горькой.
С 1940 года была ведущей актрисой Чечено-Ингушского драматического театра. Сыграла во многих спектаклях, зачастую в главных ролях. Была удостоена звания Народной артистки Чечено-Ингушской АССР.

## Семья
Тётя Руслана Хакишева — актёра и режиссёра, главного режиссёра Чеченского государственного драматического театра имени Х. Нурадилова, Заслуженного деятеля искусств РСФСР, Народного артиста Российской Федерации. В детстве она водила племянника на все спектакли театра имени Х. Нурадилова, и, таким образом, привила ему любовь к театру.

## Спектакли
- «Кровавая свадьба»;
- «Бож-Али»;
- «Бессмертные»;
- «Борьба»;
- «Бешто»;
- «Асламбек Шерипов».